# کموتاکسی

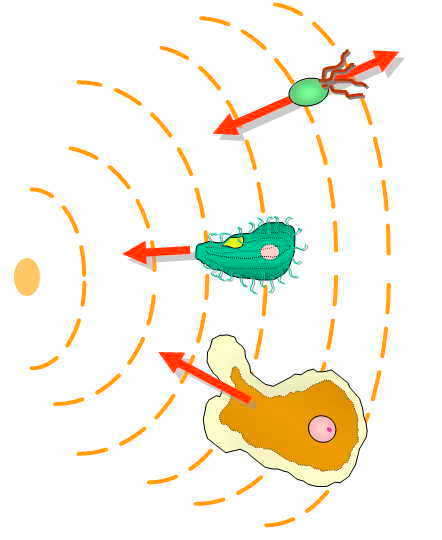
نوعی تصویر از کموتاکیی

کموتاکسی (Chemotaxis) حرکت یک موجود زنده تک‌سلولی یا یک سلول در جانداران پرسلولی تحت تأثیر تحریکات شیمیایی محیط است؛ مثلاً باکتری‌ها به سمت محیط دارای گلوکز بیشتر حرکت کرده(کموتاکسی مثبت) و از سموم مانند فنول دور می‌شوند (کموتاکسی منفی).
این واژه در پزشکی انسانی اغلب به معنی حرکت ماکروفاژها و نوتروفیل‌ها به محل آنتی‌ژن تحت تأثیر عوامل التهابی مانند سیستم کمپلمان است. در جانداران پرسلولی به برخی از سایر فرایندها مانند حرکت اسپرم به سمت تخمک نیز کموتاکسی گفته می‌شود.